# Alpinópolis (ort)
Alpinópolis är en ort i Brasilien.   Den ligger i kommunen Alpinópolis och delstaten Minas Gerais, i den sydöstra delen av landet, 600 km söder om huvudstaden Brasília. Alpinópolis ligger 877 meter över havet och antalet invånare är 13 286.
Terrängen runt Alpinópolis är kuperad åt sydost, men åt nordväst är den platt. Det finns inga andra samhällen i närheten.
Omgivningarna runt Alpinópolis är huvudsakligen savann. Runt Alpinópolis är det ganska glesbefolkat, med 36 invånare per kvadratkilometer.